# Reserection
Albums par Étienne Daho
Popzone
(1995) Éden
(1996)
Albums par Saint Etienne
Tiger Bay
(1994) Good Humor
(1998)
Reserection est un mini-album (EP) issu de la collaboration d'Étienne Daho avec le groupe anglais Saint Etienne, sorti le 29 septembre 1995. 
Quelques mois avant la sortie de l'album, une rumeur annonce qu'Étienne Daho est mort victime du sida. Cet épisode marque le chanteur mais ne lui fait pas perdre son humour car il décide que cette collaboration s'appellera St Etienne Daho et l'album Reserection (jeu de mots entre « résurrection » et « érection »).
X Amours, Le Baiser français et Jungle Pulse (interprétés ici par Étienne Daho) sont des adaptations des titres de Saint Etienne, respectivement ; Paper, Suburban Autumn Lieutenant et Filthy.
Accident (interprété ici par Saint Etienne) est une adaptation du single Week end à Rome. Ce titre sera remixé par Steve Rodway et connaîtra une autre vie sous le titre He's on the Phone, ce qui lui permettra d'atteindre les sommets des charts anglais.
Une version remastérisée deluxe a été éditée en 2019 sous le label Parlophone / Warner Music France avec des remixes, des démos, des lives et des inédits.

## Titres de l'album
1. Reserection - (Étienne Daho) - 0:55
2. Jungle Pulse - (Étienne Daho - Brigitte Fontaine / Bob Stanley - Pete Wiggs - Tatiana Mais) - 4:47
3. X amours - (Étienne Daho / Sarah Cracknell - Maurice Deebank) - 3:39
4. Accident - (Sarah Cracknell - Bob Stanley - Pete Wiggs / Étienne Daho) - 4:34
5. Le Baiser français - (Étienne Daho / Bob Stanley - Pete Wiggs) - 4:16

## Titres de l'édition deluxe remastered 1995-1998 (2019)
1. Reserection - (Étienne Daho) - 0:56
2. Jungle Pulse - (Étienne Daho - Brigitte Fontaine / Bob Stanley - Pete Wiggs - Tatiana Mais) - 4:49
3. X amours - (Étienne Daho / Sarah Cracknell - Maurice Deebank) - 3:42
4. Accident - (Sarah Cracknell - Bob Stanley - Pete Wiggs / Étienne Daho) - 4:36
5. Le Baiser français - (Étienne Daho / Bob Stanley - Pete Wiggs) - 4:11
6. He's on the Phone (single) - (Sarah Cracknell - Bob Stanley - Pete Wiggs / Étienne Daho) - 4:09
7. Le Premier Jour (Du reste de ta vie)  - (Étienne Daho / Sarah Cracknell - Guy Batson - Jonathan Male) - 4:11
8. Jungle Pulse (Zdar remix) - (Étienne Daho - Brigitte Fontaine / Bob Stanley - Pete Wiggs - Tatiana Mais) - 4:49
9. Ready or Not -  (Sarah Cracknell - Guy Batson - Jonathan Male / Étienne Daho) - 4:42
10. Jungle Pulse (live in London 1998) - (Étienne Daho - Brigitte Fontaine / Bob Stanley - Pete Wiggs - Tatiana Mais) - 6:05
11. He's on the Phone (Week-end à Rome) (live in Rennes 1998) - (Sarah Cracknell - Bob Stanley - Pete Wiggs / Étienne Daho) - 5:36
12. He's on the Phone (live in London 2019) - (Sarah Cracknell - Bob Stanley - Pete Wiggs / Étienne Daho) - 2:52
13. Hobart Paving - (Bob Stanley / Pete Wiggs) - 4:15
14. X amours (démo 1995) - (Étienne Daho / Sarah Cracknell - Maurice Deebank) - 13:39